# Juego del caos

Generación animada de un triángulo de Sierpinski utilizando un método de juego del caos

La forma en que funciona el "juego del caos" se ilustra bien cuando se tienen en cuenta todos los caminos

En matemáticas, el término juego del caos originalmente se refería a un método para crear un fractal, usando un polígono y un punto inicial seleccionado al azar dentro de él. El fractal se crea generando iterativamente una secuencia de puntos, comenzando con el punto aleatorio inicial, en el que cada punto de la secuencia es una fracción dada de la distancia entre el punto anterior y uno de los vértices del polígono; el vértice se elige al azar en cada iteración. Repetir este proceso iterativo una gran cantidad de veces, seleccionar el vértice al azar en cada iteración y descartar los primeros puntos de la secuencia, a menudo (pero no siempre) producirá una forma fractal. El uso de un triángulo regular y el factor 1/2 dará como resultado el Triángulo de Sierpinski, mientras que la creación de la disposición adecuada con cuatro puntos y un factor 1/2 creará una visualización de un "tetraedro de Sierpinski", el análogo tridimensional del triángulo de Sierpinski. A medida que el número de puntos aumenta a un número N, la disposición forma el símplex de Sierpinski (N-1) dimensional correspondiente.
El término se ha generalizado para referirse a un método para generar el atractor, o el punto fijo, de cualquier sistema iterativo de funciones (SIF). Comenzando con cualquier punto x0, las iteraciones sucesivas se forman como xk+1 = fr (xk), donde fr es un miembro del SIF dado seleccionado al azar para cada iteración. Las iteraciones convergen al punto fijo del SIF. Siempre que x0 pertenece al atractor del SIF, todas las iteraciones xk permanecen dentro del atractor y, con probabilidad 1, forman un conjunto denso en este último.
El método del "juego del caos" traza puntos en orden aleatorio en todo el atractor. Esto contrasta con otros métodos de dibujar fractales, que prueban cada píxel en la pantalla para ver si pertenece al fractal. La forma general de un fractal se puede trazar rápidamente con el método del "juego del caos", pero puede ser difícil trazar algunas áreas del fractal en detalle.
El método del "juego del caos" se menciona en el juego Arcadia creado en 1993 por Tom Stoppard.
Con la ayuda del "juego del caos" se puede hacer un nuevo fractal y mientras se hace el nuevo fractal se pueden obtener algunos parámetros. Estos parámetros son útiles para aplicaciones de la teoría fractal como clasificación e identificación. El nuevo fractal es auto-similar al original en algunas características importantes como la dimensión fractal.
Si en el "juego del caos" se comienza en cada vértice y se recorren todos los caminos posibles que puede tomar el juego, se obtendrá la misma imagen que con solo tomar un camino aleatorio. Sin embargo, rara vez se toma más de una ruta, ya que la sobrecarga para realizar un seguimiento de cada ruta hace que el cálculo sea mucho más lento. Este método tiene las ventajas de ilustrar cómo se forma el fractal más claramente que el método estándar, además de ser determinista.

## Juego del caos restringido

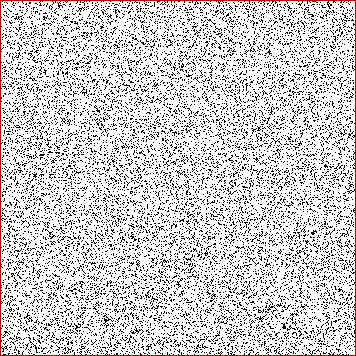
Un punto dentro de un cuadrado salta repetidamente la mitad de la distancia hacia un vértice elegido al azar. No aparece ningún fractal. Sin embargo, esto es una ilusión, de hecho se trata de una vista muy especial de un tetraedro de Sierpiński que hace que parezca un cuadrado plano.

Si el juego del caos se ejecuta con un cuadrado, no aparece ningún fractal y el interior del cuadrado se llena uniformemente con puntos. Sin embargo, si se imponen restricciones a la elección de vértices, aparecerán fractales en el cuadrado. Por ejemplo, si el vértice actual no se puede elegir en la siguiente iteración, aparece este fractal:
Si el vértice actual no puede estar a un lugar (en sentido antihorario) del vértice elegido previamente, aparece este fractal:
Si se evita que el punto se sitúe en una región particular del cuadrado, la forma de esa región se reproducirá como un fractal en otras partes del cuadrado aparentemente no restringidas. Aquí, por ejemplo, está el fractal producido cuando el punto no puede saltar para colocarse en un símbolo rojo Om en el centro del cuadrado:
| |
| Un punto dentro de un cuadrado salta repetidamente la mitad de la distancia hacia un vértice elegido al azar, pero el vértice elegido actualmente no puede estar a 2 lugares del vértice elegido previamente. |

| |
| Un punto dentro de un cuadrado salta repetidamente la mitad de la distancia hacia un vértice elegido al azar, pero el vértice elegido actualmente no puede ser vecino del vértice elegido previamente si los dos vértices elegidos previamente son los mismos. |

| |
| Un punto dentro de un pentágono salta repetidamente la mitad de la distancia hacia un vértice elegido al azar, pero el vértice elegido actualmente no puede ser el mismo que el vértice elegido anteriormente. |

| |
| Un punto dentro de un pentágono salta repetidamente la mitad de la distancia hacia un vértice elegido al azar, pero el vértice elegido actualmente no puede ser vecino del vértice elegido previamente si los dos vértices elegidos previamente son los mismos. |

## Saltos distintos a 1/2
Cuando la longitud del salto hacia un vértice u otro punto no es 1/2, el juego del caos genera otros fractales, algunos de ellos muy conocidos. Por ejemplo, cuando el salto es 2/3 y el punto también puede saltar hacia el centro del cuadrado, el juego del caos genera el fractal de Vicsek:

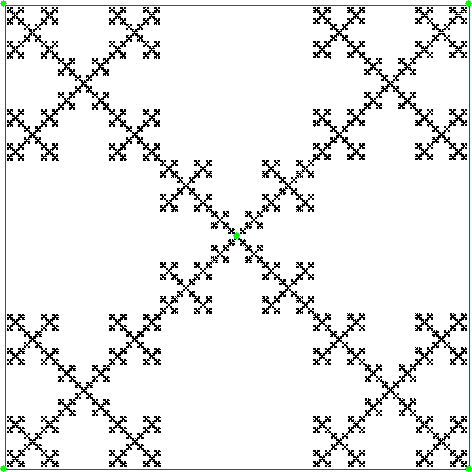
Un fractal de Vicsek generado por el juego del caos

Cuando el salto es 2/3 y el punto también puede saltar hacia los puntos medios de los cuatro lados, el juego del caos genera la alfombra de Sierpinski:

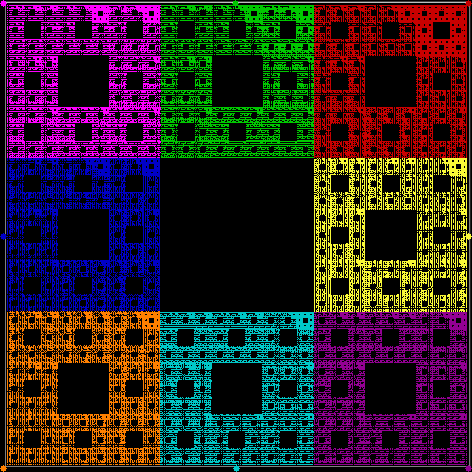
Una alfombra de Sierpinski generada por el juego del caos

Cuando el salto es 1/phi y el punto salta aleatoriamente hacia uno u otro de los cinco vértices de un pentágono regular, el juego del caos genera un N-copo pentagonal:

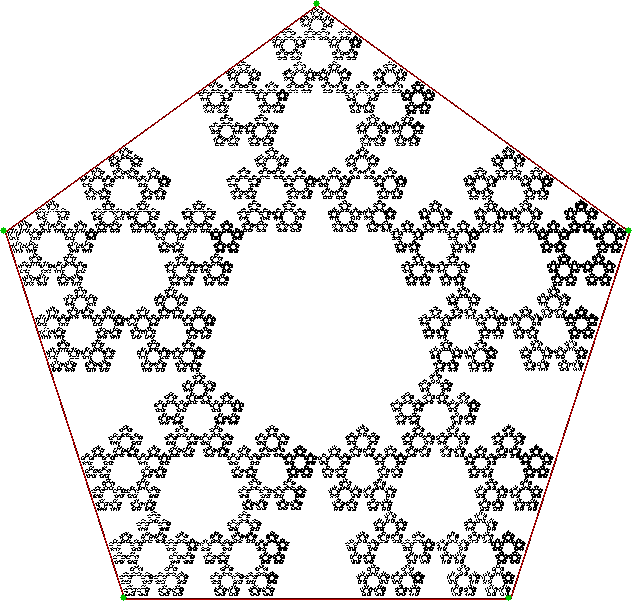
Un N-copo pentagonal generado por el juego del caos